# Rudolf Baumbach

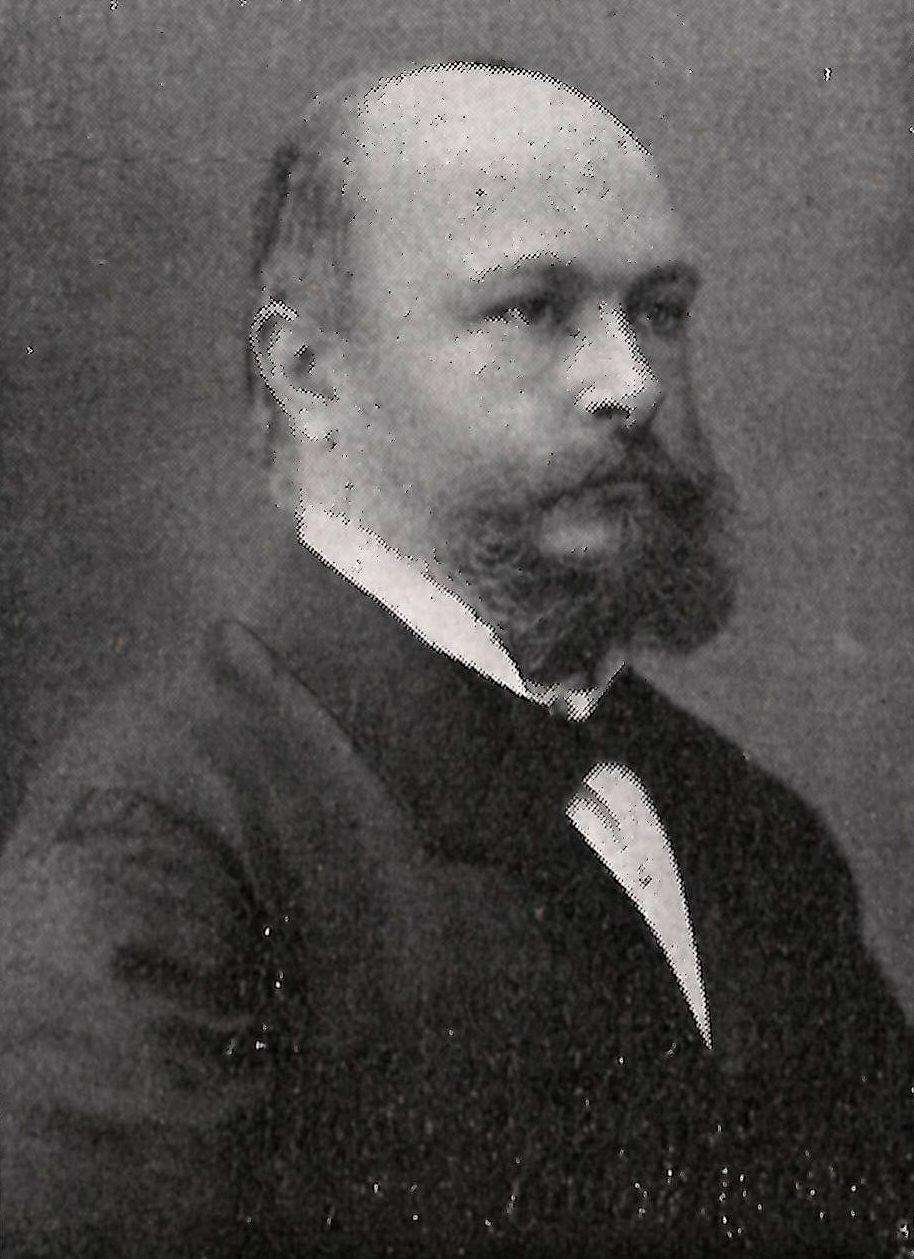
Rudolf Baumbach

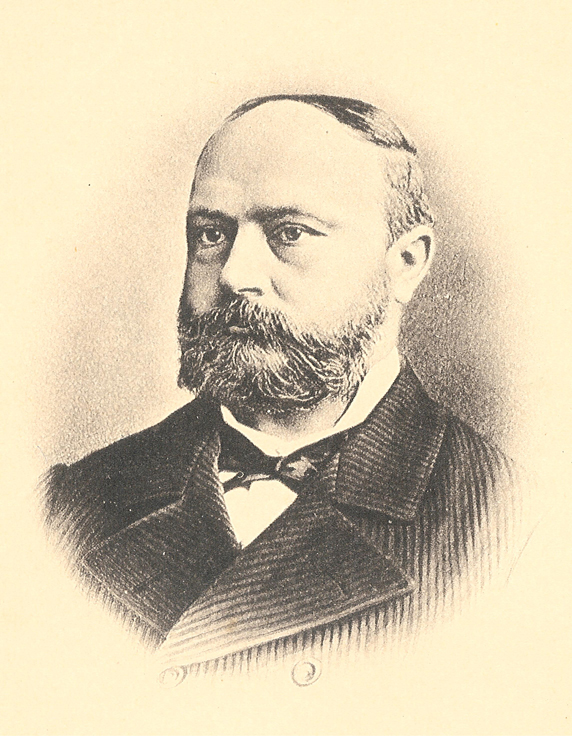
Rudolf Baumbach

Rudolf Baumbach (* 28. September 1840 in Kranichfeld; † 21. September 1905 in Meiningen) war ein deutscher Dichter. Sein Pseudonym war Paul Bach.

## Biographie
Am 28. September 1840 wurde Rudolf Baumbach als Sohn des Hofarztes Karl Julius Gustav Baumbach (1812–1847) und der Marie Luise Caroline geb. Henning (1817–1909) in Kranichfeld geboren. Im Alter von zwei Jahren zog er mit seiner Familie nach Meiningen, wo auch seine Großeltern lebten. Baumbach war das älteste von vier Kindern, ein weiteres verstarb kurz nach der Geburt. Im Jahre 1847 starb sein Vater an Typhus. Mit dieser Krankheit hatte er sich infiziert, als er als einziger Arzt bereits erkrankte Menschen behandelte. Rudolf Baumbach war zu dieser Zeit sieben Jahre alt und wurde von nun an von seiner Mutter und seinen Großeltern erzogen.
Er besuchte das Gymnasium Bernhardinum in Meiningen, wo er ein zeichnerisches Talent an sich entdeckte und bald mit den Gedanken spielte, Maler zu werden. Doch dieses Vorhaben wurde ihm von seinen Verwandten ausgeredet. 1860 machte er seinen Abschluss und begann im selben Jahr Naturwissenschaften in Leipzig zu studieren. 1858 wurde er Mitglied des Corps Thuringia Leipzig.
Drei Jahre nach Beginn des Studiums wechselte er an die Universität Würzburg und setzte dort sein Studium fort. Während seiner Zeit als Student verfasste Baumbach einige Gelegenheitsgedichte und Lieder. Im Jahr 1864 machte er seinen Abschluss und begann am Botanischen Institut in Freiburg im Breisgau als Assistent zu arbeiten. Schon in seiner Jugend hatte Baumbach großes Interesse an der Natur. Aus Geldmangel konnte er seine Forschungen in Freiburg nicht weiterführen.
Um Geld zu verdienen, begann er als Hauslehrer ohne feste Anstellung in Wien, Brünn und Graz zu arbeiten. Zu der Tochter eines Arbeitgebers hatte Baumbach seine erste und auch einzige Liebesbeziehung. Da beide über nicht allzu große finanzielle Mittel verfügten, konnte es zu keiner festen Beziehung kommen. Baumbachs Enttäuschung darüber spiegelt sich in vielen Werken des Dichters wider. Er beendete seine Beziehung und auch sein Arbeitsverhältnis und begann als Hauslehrer in Triest zu arbeiten.
Im Jahre 1873 trat er in Triest dem Alpenverein bei, der sich mit der Pflanzenwelt der Alpen beschäftigte. So konnte er sich endlich wieder seiner größten Leidenschaft widmen, der Natur. Der Verein brachte eine Zeitung, Enzian, heraus, deren Redaktion Baumbach übernahm und für die er einige Texte verfasste. Darüber entwickelte er sich zum Schriftsteller.
Der Erfolg als Schriftsteller ermöglichte es, dass Baumbach seine Anstellung als Hauslehrer aufgeben und von seinem Honorar leben konnte. Aufgrund der nun erlangten finanziellen Unabhängigkeit konnte der Dichter 1885 zurück zu seiner Familie nach Meiningen ziehen, wo er wieder in seinem Elternhaus mit seiner Mutter und seinen beiden Schwestern wohnte.
Baumbach machte in seinem Leben zahlreiche Reisen, eine davon führte ihn im Jahr 1893 das letzte Mal in seine Geburtsstadt Kranichfeld. Zwei Jahre danach erlitt Baumbach einen schweren Schlaganfall und konnte durch die dadurch entstandene Lähmung keine Texte mehr verfassen.
Am 21. September 1905 starb Rudolf Baumbach in Meiningen. Sein ehemaliges Wohnhaus dient heute als Literatur- und Heimatmuseum „Baumbachhaus“ der Meininger Museen. Neben dem Gebäude ließ die Stadt Meiningen in einer Grünanlage ein Denkmal mit Büste für Rudolf Baumbach errichten.

## Werke

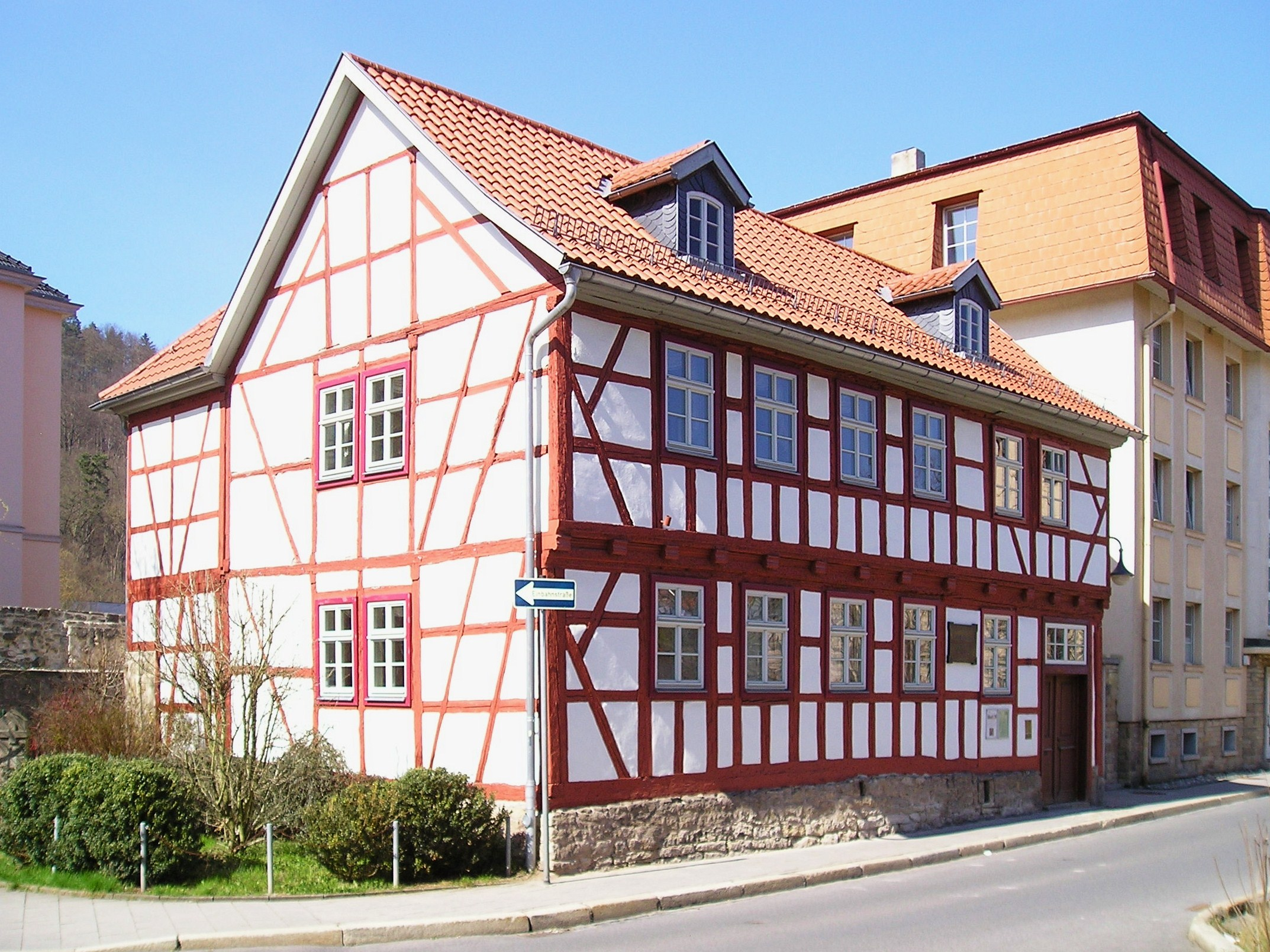
Wohnhaus in Meiningen, heute Literaturmuseum „Baumbachhaus“

Rudolf Baumbach lebte und dichtete nach dem Motto der Einfachheit und Natürlichkeit. Der begabte Junggeselle, der Wein, Gesang und Geselligkeit liebte und zu einer Zeit lebte, in der Liebesbeziehungen durch finanzielle Mittel bestimmt wurden, verarbeitete seine enttäuschten Lieben und Lebenserfahrungen beim Schreiben zahlreicher frecher und romantischer Gedichte, Novellen, Erzählungen und Märchen.
Baumbachs literarisches Schaffen begann mit der Gestaltung von Bierzeitungen und der Dichtung von Kneipliedern. Es folgten die Werke „Samiel hilf!“ und „Mein Frühjahr“, eine Sammlung von Beiträgen Baumbachs in der Alpenzeitung „Enzian – Ein Gaudeamus für Bergsteiger“. Die Alpensage „Zlatorog“ um einen schneeweißen Gamsbock mit goldenem Gehörn, die er als schlichtes Versepos gestaltete, bezeugt seine Nähe zur Natur und zu den Menschen Sloweniens; gelobt von Robert Hamerling, brachte sie Baumbach 1878 den Durchbruch.
Mit Gedichtbänden wie „Lieder eines fahrenden Gesellen“, „Neue Lieder eines fahrenden Gesellen“, „Spielmannslieder“ und „Von der Landstraße“ begeisterte der Künstler in den kommenden Jahren zahlreiche Leser, die in seinen Werken einen Ausgleich zum immer hektischer werdenden Alltag und Lebensfreude fanden. Das von Franz Abt vertonte Gedicht „Die Lindenwirtin“ („Keinen Tropfen im Becher mehr“), durch eine Zusatzstrophe auf Aennchen Schumacher in Bad Godesberg bezogen, wurde zu einem vielgesungenen Kommerslied.
Neben „Zlatorog“ erreichte der biedermeierlich-behäbige Kleinstadt-Roman „Trug-Gold“ aus dem Jahr 1878 die höchste Auflagenzahl.
Die Sehnsucht nach seiner thüringischen Heimat zog Baumbach 1885 zurück nach Meiningen, wo er „Thüringer Lieder“ und „Krug und Tintenfass“ schrieb.
All diese Werke sind geprägt von einer einfachen Sprache, geformt in melodiöse und rhythmische Verse, wodurch sie oft vertont wurden, u. a. von Franz Abt, Alban Berg, Ferruccio Busoni, Felix Draeseke, Leo Fall, Alexander von Fielitz, Robert Fischhof, Peter Gast (Heinrich Köselitz), Franz von Gernerth, Luise Greger, Richard Heuberger, Viktor Keldorfer, Eduard Kremser, Wilhelm Kienzl, Erik Meyer-Helmund, Max Reger, Franz Schreker, Albert Thierfelder oder Max von Weinzierl. Viele von ihnen wurden in studentische Kommersbücher aufgenommen oder als Volkslieder, losgelöst von ihrem Verfasser, in die Welt hinausgetragen. So dürfte das Lied „Hoch auf dem gelben Wagen“, das 1922 von Heinz Höhne vertont wurde, jedem ein Begriff sein. Aber auch Baumbach’sche Märchen wurden und werden heute noch von Kindern gehört.

### Versepen

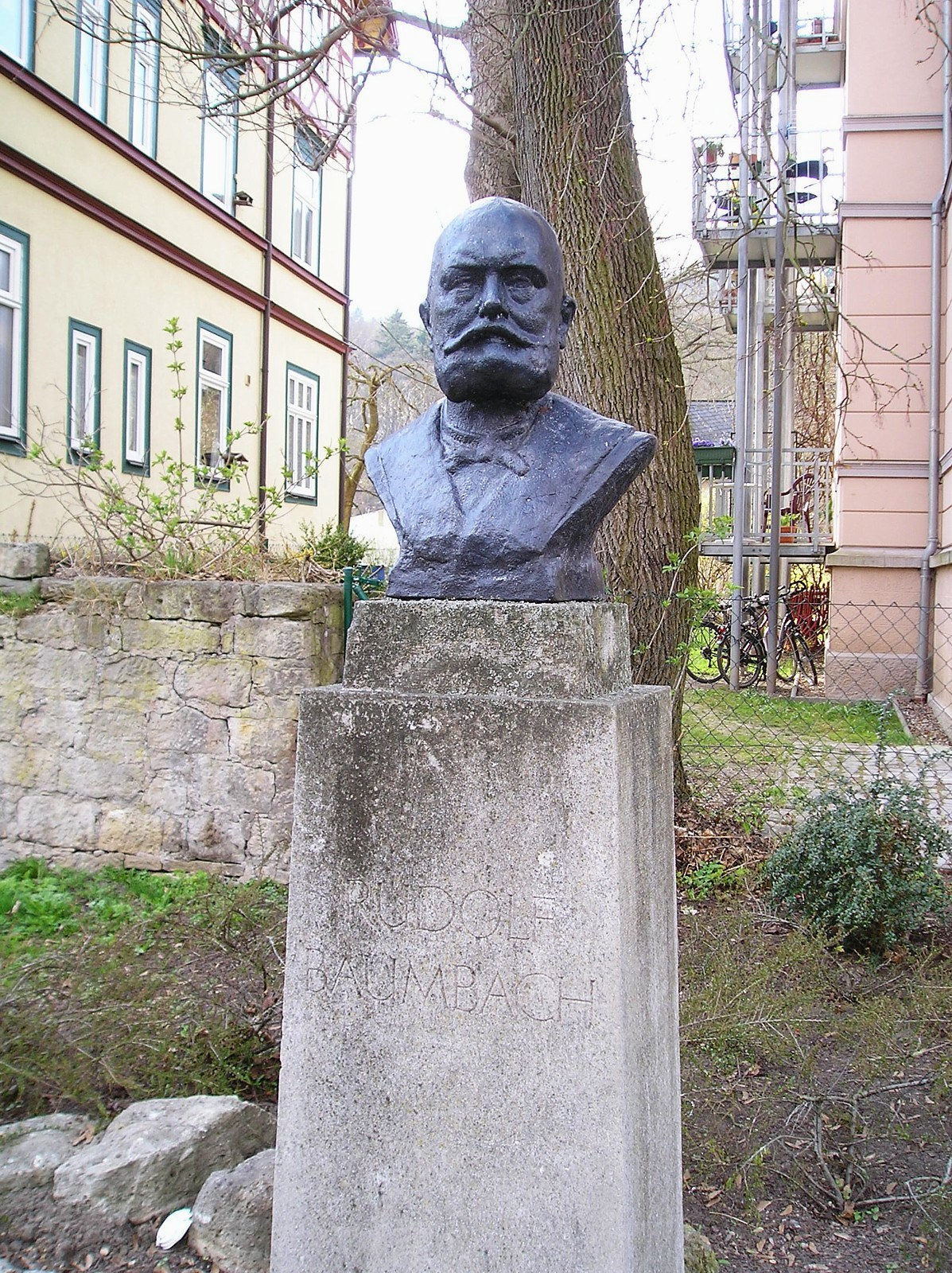
Denkmal für Rudolf Baumbach neben seinem Wohnhaus in Meiningen

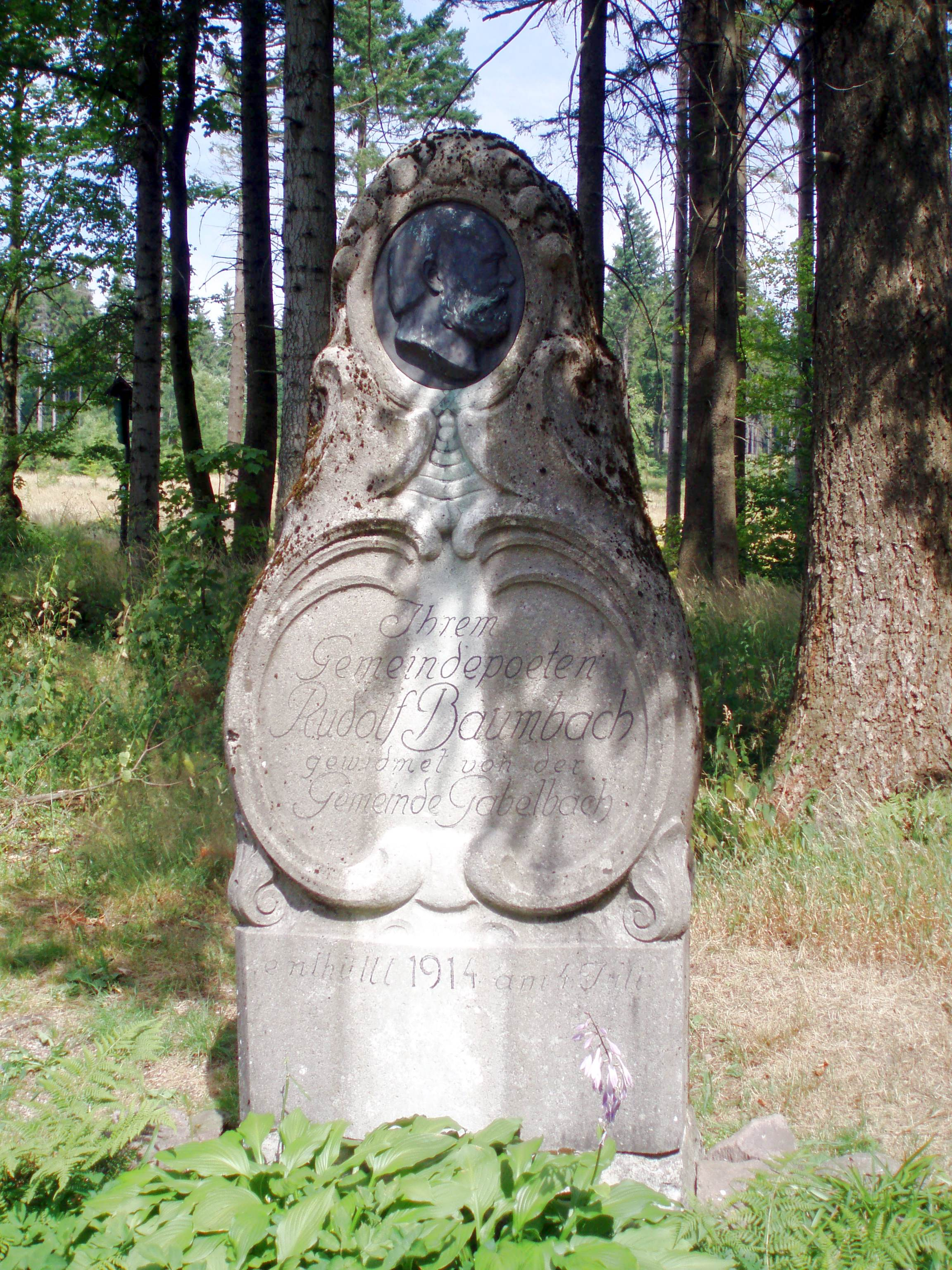
Baumbach-Denkmal am Jagdhaus Gabelbach

- Zlatorog. Eine Alpensage. Liebeskind, Leipzig 1877. (Digitalisat)
- Frau Holde. Liebeskind, Leipzig 1880.
- Horand  und Hilde. Breitkopf & Härtel, Leipzig 1878. (Digitalisat)
- Der Pathe des Todes. Liebeskind, Leipzig 1884. (Digitalisat)
- Kaiser Max und seine Jäger. Liebeskind, Leipzig 1888. (Digitalisat)

### Romane, Erzählungen, Märchen
- Trug-Gold (1878; Zeitschriftenpublikation schon 1876 unter dem Titel Die Goldmacher)
- Trug-Gold : Erzählung aus dem siebzehnten Jahrhundert. Goldschmidt, Berlin 1887 (Digitalisierte Ausgabe der Universitäts- und Landesbibliothek Düsseldorf)
- Sommermärchen. Liebeskind, Leipzig 1881.
- Abenteuer und Schwänke. Alten Meistern nacherzählt. Liebeskind, Leipzig 1883. (Digitalisat der Ausg. 1885)
- Erzählungen und Märchen. Liebeskind, Leipzig 1885.
- Es war einmal. Liebeskind, Leipzig 1890.
- Neue Märchen. Liebeskind, Leipzig 1894.
- Aus der Jugendzeit. Liebeskind, Leipzig 1895. (Vier Novellen aus den 1870ern.)

### Lieder
- Der Wagen rollt (1879) Gedicht, später (1922) unter dem Titel Hoch auf dem gelben Wagen von Heinz Höhne vertont
- Schwört bei dieser blanken Wehre (1879)

### Lieder- und Gedichtesammlungen
- Lieder eines fahrenden Gesellen. Liebeskind, Leipzig 1878.
- Neue Lieder eines fahrenden Gesellen. Liebeskind, Leipzig 1880.
- Spielmannslieder. Liebeskind, Leipzig 1882.
- Mein Frühjahr. Gesammelte Gedichte aus „Enzian. Ein Gaudeamus f. Bergsteiger“. Liebeskind, Leipzig 1882.
- Von der Landstraße. Lieder. Liebeskind, Leipzig 1882.
- Wanderlieder aus den Alpen. Liebeskind, Leipzig 1883.
- Krug und Tintenfass. Gedichte. Liebeskind, Leipzig 1887.

## Baumbach-Gemeinde
Am 27. August 1924 wurde in Meiningen ein Verein zu Bewahrung des Andenkens des Dichters gegründet. Der Verein sorgte sich um den Nachlass des Dichters und die Erhaltung des Wohnhauses. Viele bekannte Meininger wurden Mitglieder der Baumbach-Gemeinde. Dazu gehörten die Gründungsmitglieder Friedrich Sorge, Eduard Fritze und Franz Nachbaur. In den folgenden Jahren traten weitere prominente Persönlichkeiten dem Verein bei, wie Ernst von Sachsen-Meiningen, Feodora von Sachsen-Meiningen (1890–1972), Ferdinand I. (Bulgarien) und Friedrich Ebert.

## Rudolf-Baumbach-Hütte
1881 wurde von der Sektion Küstenland des Deutschen und Österreichischen Alpenvereins in Triest, deren Mitbegründer Baumbach war, die Baumbach-Hütte an der Westseite des Triglav in den Julischen Alpen eingeweiht. Die Hütte brannte 1918 ab. An ihrer Stelle wurde später die Zlatorog-Hütte errichtet. 1986 widmete ihm die Sektion Meiningen des Deutschen Alpenvereins (DAV) erneut eine Schutzhütte, die Rudolf-Baumbach-Hütte in der Rhön, zum Gedenken an den Mann, der in Meinigen aufgewachsen und gestorben ist. Er war einer der populärsten Autoren der 1880er Jahre sowie ein Freund der Berge und der Alpenpflanzen.